# Leichtathletik-Weltmeisterschaften 2017/Teilnehmer (Australien)
| Goldmedaillen | Silbermedaillen | Bronzemedaillen |
| ------------- | --------------- | --------------- |
| 1             | 1               | —               |

Der Leichtathletikverband Australiens nominierte 62 Athletinnen und Athleten für die Leichtathletik-Weltmeisterschaften 2017 in der britischen Hauptstadt London.
Jared Tallent musste seinen Start im 50-km-Gehen absagen, da ihn Oberschenkelprobleme plagten.

## Medaillen

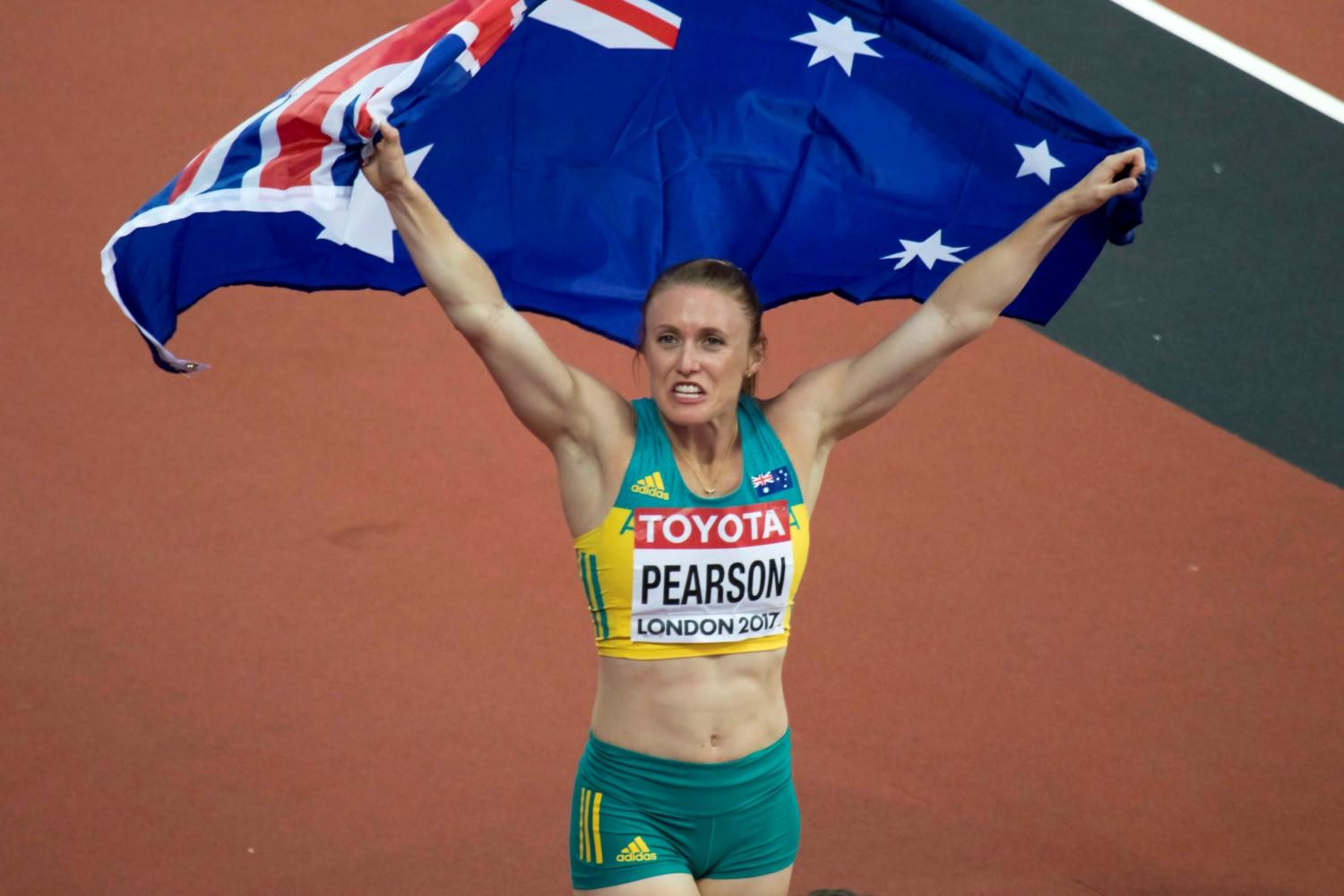
Sally Pearson

Mit je einer gewonnenen Gold- und Silbermedaille belegte das australische Team Platz 12 im Medaillenspiegel.

### Medaillengewinner

#### Gold
- Sally Pearson, 100 m Hürden

#### Silber
- Dani Stevens, Diskuswurf

## Ergebnisse

### Männer

#### Laufdisziplinen
| Athlet                                                                      | Disziplin        | Vorlauf      | Vorlauf | Halbfinale         | Halbfinale         | Finale             | Finale             |
| Athlet                                                                      | Disziplin        | Zeit         | Platz   | Zeit               | Platz              | Zeit               | Platz              |
| --------------------------------------------------------------------------- | ---------------- | ------------ | ------- | ------------------ | ------------------ | ------------------ | ------------------ |
| Steven Solomon                                                              | 400 m            | 46,27 s      | 38      | nicht qualifiziert | nicht qualifiziert | nicht qualifiziert | nicht qualifiziert |
| Peter Bol                                                                   | 800 m            | 1:49,65 min  | 38      | nicht qualifiziert | nicht qualifiziert | nicht qualifiziert | nicht qualifiziert |
| Ryan Gregson                                                                | 1500 m           | 3:43,28 min  | 20      | nicht qualifiziert | nicht qualifiziert | nicht qualifiziert | nicht qualifiziert |
| Luke Mathews                                                                | 1500 m           | 3:38,19 min  | 1       | 3:40,91 min        | 18                 | nicht qualifiziert | nicht qualifiziert |
| Jordan Williamsz                                                            | 1500 m           | 3:46,11 min  | 29      | 3:38,93 min        | 8                  | nicht qualifiziert | nicht qualifiziert |
| Morgan McDonald                                                             | 5000 m           | 13:30,73 min | 20      |                    |                    | nicht qualifiziert | nicht qualifiziert |
| Sam McEntee                                                                 | 5000 m           | 13:31,58 min | 24      |                    |                    | nicht qualifiziert | nicht qualifiziert |
| Patrick Tiernan                                                             | 5000 m           | 13:22,52 min | 4       |                    |                    | 13:40,01 min       | 11                 |
| Patrick Tiernan                                                             | 10.000 m         |              |         |                    |                    | 29:23,72 min       | 22                 |
| Nicholas Hough                                                              | 110 m Hürden     | 13,61 s      | 27      | nicht qualifiziert | nicht qualifiziert | nicht qualifiziert | nicht qualifiziert |
| Stewart McSweyn                                                             | 3000 m Hindernis | 8:47,53 min  | 40      |                    |                    | nicht qualifiziert | nicht qualifiziert |
| Dane Bird-Smith                                                             | 20 km Gehen      |              |         |                    |                    | 1:19:28 h PB       | 6                  |
| Rhydian Cowley                                                              | 20 km Gehen      |              |         |                    |                    | 1:30:40 h          | 56                 |
| Nicholas Andrews Rohan Browning Tom Gamble Alexander Hartmann Trae Williams | 4 × 100 m        | 38,88 s SB   | 12      |                    |                    | nicht qualifiziert | nicht qualifiziert |

#### Sprung/Wurf
| Athlet            | Disziplin      | Qualifikation | Qualifikation | Finale             | Finale             |
| Athlet            | Disziplin      | Weite/Höhe    | Platz         | Weite/Höhe         | Platz              |
| ----------------- | -------------- | ------------- | ------------- | ------------------ | ------------------ |
| Kurtis Marschall  | Stabhochsprung | 5,60 m        | 11            | 5,65 m             | 7                  |
| Henry Frayne      | Weitsprung     | 7,88 m        | 14            | nicht qualifiziert | nicht qualifiziert |
| Fabrice Lapierre  | Weitsprung     | 7,91 m        | 12            | 7,93 m             | 11                 |
| Damien Birkinhead | Kugelstoßen    | 19,90 m       | 20            | nicht qualifiziert | nicht qualifiziert |
| Mitchell Cooper   | Diskuswurf     | 57,26 m       | 28            | nicht qualifiziert | nicht qualifiziert |
| Benn Harradine    | Diskuswurf     | 60,95 m       | 21            | nicht qualifiziert | nicht qualifiziert |
| Hamish Peacock    | Speerwurf      | 82,46 m       | 14            | nicht qualifiziert | nicht qualifiziert |

#### Zehnkampf
| Athlet        | Disziplin | 100 m   | Weitsprung | Kugelstoßen | Hochsprung | 400 m      | 110 m Hürden | Diskuswurf | Stabhochsprung | Speerwurf | 1500 m    | Punkte | Platz |
| ------------- | --------- | ------- | ---------- | ----------- | ---------- | ---------- | ------------ | ---------- | -------------- | --------- | --------- | ------ | ----- |
| Cedric Dubler | Ergebnis  | 11,06 s | 7,29 m     | 11,36 m     | 2,08 m     | 48,31 s SB | 14,92 s      | 40,85 m SB | 4,90 m         | 52,10 m   | 4:50,31 s | 7728   | 18    |
| Cedric Dubler | Punkte    | 847     | 883        | 568         | 878        | 894        | 859          | 682        | 880            | 620       | 617       | 7728   | 18    |

### Frauen

#### Laufdisziplinen
| Athletin                                                                                | Disziplin        | Vorlauf        | Vorlauf | Halbfinale         | Halbfinale         | Finale             | Finale             |
| Athletin                                                                                | Disziplin        | Zeit           | Platz   | Zeit               | Platz              | Zeit               | Platz              |
| --------------------------------------------------------------------------------------- | ---------------- | -------------- | ------- | ------------------ | ------------------ | ------------------ | ------------------ |
| Riley Day                                                                               | 200 m            | 23,77 s        | 36      | nicht qualifiziert | nicht qualifiziert | nicht qualifiziert | nicht qualifiziert |
| Ella Nelson                                                                             | 200 m            | 24,02 s        | 43      | nicht qualifiziert | nicht qualifiziert | nicht qualifiziert | nicht qualifiziert |
| Morgan Mitchell                                                                         | 400 m            | 52,22 s        | 26      | nicht qualifiziert | nicht qualifiziert | nicht qualifiziert | nicht qualifiziert |
| Georgia Griffith                                                                        | 800 m            | 2:03,54 min    | 38      | nicht qualifiziert | nicht qualifiziert | nicht qualifiziert | nicht qualifiziert |
| Brittany McGowan                                                                        | 800 m            | 2:02,75        | 28      | nicht qualifiziert | nicht qualifiziert | nicht qualifiziert | nicht qualifiziert |
| Lora Storey                                                                             | 800 m            | 2:07,17 min    | 41      | nicht qualifiziert | nicht qualifiziert | nicht qualifiziert | nicht qualifiziert |
| Zoe Buckman                                                                             | 1500 m           | 4:05,44 min    | 17      | 4:05,93 min        | 14                 | nicht qualifiziert | nicht qualifiziert |
| Georgia Griffith                                                                        | 1500 m           | 4:08,99 min    | 27      | nicht qualifiziert | nicht qualifiziert | nicht qualifiziert | nicht qualifiziert |
| Linden Hall                                                                             | 1500 m           | 4:10,51 min    | 33      | nicht qualifiziert | nicht qualifiziert | nicht qualifiziert | nicht qualifiziert |
| Madeline Hills                                                                          | 5000 m           | 15:13,77 min   | 19      |                    |                    | nicht qualifiziert | nicht qualifiziert |
| Madeline Hills                                                                          | 10.000 m         |                |         |                    |                    | 32:48,57 min       | 26                 |
| Heidi See                                                                               | 5000 m           | 15:38,86 min   | 29      |                    |                    | nicht qualifiziert | nicht qualifiziert |
| Eloise Wellings                                                                         | 5000 m           | 15:25,92 min   | 27      |                    |                    | nicht qualifiziert | nicht qualifiziert |
| Eloise Wellings                                                                         | 10.000 m         |                |         |                    |                    | 32:26,31 min SB    | 22                 |
| Milly Clark                                                                             | Marathon         |                |         |                    |                    | 2:35:27 h SB       | 24                 |
| Sinead Diver                                                                            | Marathon         |                |         |                    |                    | 2:33:26 h          | 20                 |
| Jessica Trengove                                                                        | Marathon         |                |         |                    |                    | 2:28:59 h          | 9                  |
| Michelle Jenneke                                                                        | 100 m Hürden     | 13,11 s        | 22      | 13,25 s            | 21                 | nicht qualifiziert | nicht qualifiziert |
| Sally Pearson                                                                           | 100 m Hürden     | 12,72 s        | 3       | 12,53 s            | 1                  | 12,59 s            | Gold               |
| Lauren Wells                                                                            | 400 m Hürden     | 56,49 s        | 25      | nicht qualifiziert | nicht qualifiziert | nicht qualifiziert | nicht qualifiziert |
| Genevieve LaCaze                                                                        | 3000 m Hindernis | 9:27,53 min SB | 7       |                    |                    | 9:26,25 min SB     | 12                 |
| Victoria Mitchell                                                                       | 3000 m Hindernis | 10:00,40 min   | 33      |                    |                    | nicht qualifiziert | nicht qualifiziert |
| Regan Lamble                                                                            | 20 km Gehen      |                |         |                    |                    | 1:31:30 h          | 22                 |
| Beki Smith                                                                              | 20 km Gehen      |                |         |                    |                    | 1:35:31 h          | 38                 |
| Claire Tallent                                                                          | 20 km Gehen      |                |         |                    |                    | 1:37:05 h SB       | 43                 |
| Ella Connolly Morgan Mitchell Ella Nelson Anneliese Rubie Jessica Thornton Lauren Wells | 4 × 400 m        | 3:28,02 min SB | 10      |                    |                    | nicht qualifiziert | nicht qualifiziert |

#### Sprung/Wurf
| Athletin           | Disziplin      | Qualifikation | Qualifikation | Finale             | Finale             |
| Athletin           | Disziplin      | Weite/Höhe    | Platz         | Weite/Höhe         | Platz              |
| ------------------ | -------------- | ------------- | ------------- | ------------------ | ------------------ |
| Liz Parnov         | Stabhochsprung | 4,35 m        | 15            | nicht qualifiziert | nicht qualifiziert |
| Naa Anang          | Weitsprung     | 6,27 m        | 22            | nicht qualifiziert | nicht qualifiziert |
| Brooke Stratton    | Weitsprung     | 6,46 m        | 11            | 6,67 m             | 6                  |
| Dani Stevens       | Diskuswurf     | 65,56 m       | 3             | 69,64 m AR         | Silber             |
| Kathryn Mitchell   | Speerwurf      | 57,42 m       | 25            | nicht qualifiziert | nicht qualifiziert |
| Kelsey-Lee Roberts | Speerwurf      | 63,70 m       | 7             | 60,76 m            | 10                 |